# 安第斯山 (瑪麗伯德地)
安第斯山（英語：Mount Andes）是南極洲的山峰，位於瑪麗伯德地，屬於塔普利山脈的一部分，海拔高度2,525米，美國地質調查局根據測量和美國海軍拍攝的空中照片繪入地圖，現時由南極條約體系管理。